# Alberto Estima de Oliveira
Alberto Eduardo Estima de Oliveira (Lisboa, 1 de julho de 1934 — Lisboa, 1 de maio de 2008) foi um poeta português. Recebeu o Grande Prémio Internacional de Poesia no Festival Internacional de Noites Poéticas de Curtea de Argeș, na Roménia em 1999.

## Obras
- Vector II (Nova Lisboa, atual Huambo)
- Vector III (Nova Lisboa, atual Huambo)
- Kuzuela III – 1.ª Antologia de Poesia Africana de Expressão Portuguesa (Luanda)
- Tempo de Angústia (Angola, 1972)
- Infraestruturas (Macau, 1987)
- Diálogo do Silêncio (Macau, 1988)
- Rosto (Macau, 1990)
- Corpo (Con)Sentido (Macau, 1993)
- Esqueleto do Tempo (Macau, 1995)
- Estrutura I – O Sentir (Macau, 1996)
- Infraestruturas (Kei Tcho) (Macau, 1999; em português e chinês)
- Mesopotâmia – Espaço que Criei (Lisboa, 2003)